# Al-Maʿrifa
Die arabischsprachige Zeitschrift al-Maʿrifa (arabisch المعرفة ‚die Kenntnis, das Wissen‘) erschien zwischen 1931 und 1934 in Ägypten. Der Herausgeber war ʿAbd al-ʿAzīz al-Islāmbūlī, der drei Jahrgänge mit insgesamt 30 Ausgaben publizierte. Aus dem Vorwort geht hervor, dass diese Monatszeitschrift sufistisch geprägt ist und die Leser wissenschaftlich und kulturell informieren möchte. Nicht nur Kunst, Kultur und Literatur werden in den Artikeln thematisiert, sondern vor allem auch wissenschaftliche Erkenntnisse veröffentlicht und diskutiert. Laut Herausgeber al-Islāmbūlī stehen sufistische Lehren und Weisheiten zwar nicht im Vordergrund, sollen jedoch Berücksichtigung finden.